# Piz Vallatscha
Le Piz Vallatscha est un sommet de la chaîne de Sesvenna (Alpes rhétiques) en Suisse. Il culmine à 3 020 mètres d'altitude.